# ドゥプレク
ドゥプレク(Duplek)はスロベニアの市。